# Glukozo-6-fosforan
Glukozo-6-fosforan – organiczny związek chemiczny z grupy aldoz, pochodna glukozy ufosforylowana w pozycji 6. Występuje powszechnie w organizmach żywych.
Powstawanie:
Glukokinaza występuje tylko w wątrobie, pobudzana jest w stanie sytości
Heksokinaza występuje też w innych tkankach.
Oba enzymy katalizują reakcję:
glukoza → glukozo-6-fosforan
Enzymy katalizujące reakcje, w których bierze udział:
a) izomeraza fosfoheksozowa
glukozo-6-fosforan → fruktozo-6-fosforan
b) fosfoglukomutaza
glukozo-6-fosforan → glukozo-1-fosforan
c) glukozo-6-fosfataza
glukozo-6-fosforan → glukoza (z użyciem ADP)
d) dehydrogenaza glukozo-6-fosforanowa
glukozo-6-fosforan → 6-fosfoglukonian   (z użyciem NADP i H2O)